# Sema
Un sema és la unitat mínima del significat, un tret semàntic que ajuda a caracteritzar el sentit de les paraules. Creat per analogia amb altres conceptes com el de morfema o fonema, va néixer amb l'estructuralisme per tal d'explicar com es formava el significat d'un mot, afegint trets que el destriaven d'altres del mateix camp semàntic.
Per exemple la diferència entre una bicicleta i un tricicle seria el sema "nombre de rodes" i el de "mida", mentre que compartirien els semes "vehicle", "absència de motor", "propulsió a pedals", etc. Els crítics, però, consideren que no tot el significat es pot explicar en funció de semes, especialment tot allò referit a la connotació, i a part queda la qüestió de com establir quins són els semes rellevants, que actuarien com a parells mínims, una tasca absolutament subjectiva i que allunya la semàntica d'altres nivells d'estudi de la llengua.
El primer autor que va usar el terme sema va ser Eric Buyssens.